# São Valentim do Sul
São Valentim do Sul – miasto w południowej Brazylii, w stanie Rio Grande do Sul. 
Założone 20 marca 1992 roku, oddalone od stolicy stanu Porto Alegre o 180km.
99.8% mieszkańców to chrześcijanie z czego:
- 99.1% katolicy
- 0.7% ewangelicy